# Čarobnjakov šešir
Pour plus de détails, voir Fiche technique et Distribution.
Čarobnjakov šešir (qui signifie Le Chapeau du magicien en croate) est un long métrage d'animation yougoslave de fantasy réalisé par Milan Blažeković et sorti en Yougoslavie en 1990. Ce dessin animé pour la jeunesse est une suite du film Peter et la Forêt magique sorti en 1986.

## Synopsis
L'ex-magicien du roi Cactus fait équipe avec les animaux de la Forêt magique, ainsi qu'avec un dragon vivant dans un volcan, pour repousser l'invasion du maléfique empereur des glaces, Mrazomor, et des sorcières du gel.

## Fiche technique
- Titre : Čarobnjakov šešir
- Réalisation : Milan Blažeković
- Scénario : Fred Sharkey, Ivo Škrabalo et Milan Blažeković, sur une idée de Sunčana Škrinjarić
- Dialogues : Pajo Kanizaj, Ivo Škrabalo
- Image : Ernest Gregl, Tomislav Gregl, Gordan Lederer
- Musique : Igor Savin, Delo Jusić et Kornelije Kovac
- Montage : Dubravka Premar, Zlata Reic
- Production : Vlado Teresak
- Société de production : Croatia Film
- Pays :  Yougoslavie
- Langue : croate
- Format : 35 mm, couleur
- Son : stéréo
- Durée : 75 minutes
- Date de sortie : Yougoslavie : 19 août 1990